# Meister von Großlobming
Als Meister von Großlobming wird ein gotischer Bildhauer bezeichnet, der gegen Ende des 14. Jahrhunderts wahrscheinlich im Raum um Wien tätig war. Der namentlich nicht bekannte Künstler erhielt seinen Notnamen nach einer Gruppe von Figuren, die ursprünglich in der Pfarrkirche von Großlobming in der Steiermark standen. Heute befinden sich die Originale in Museen, in der Pfarrkirche stehen Kopien. Der Meister gilt als ein wichtiger Vertreter des Weichen Stils in Österreich.

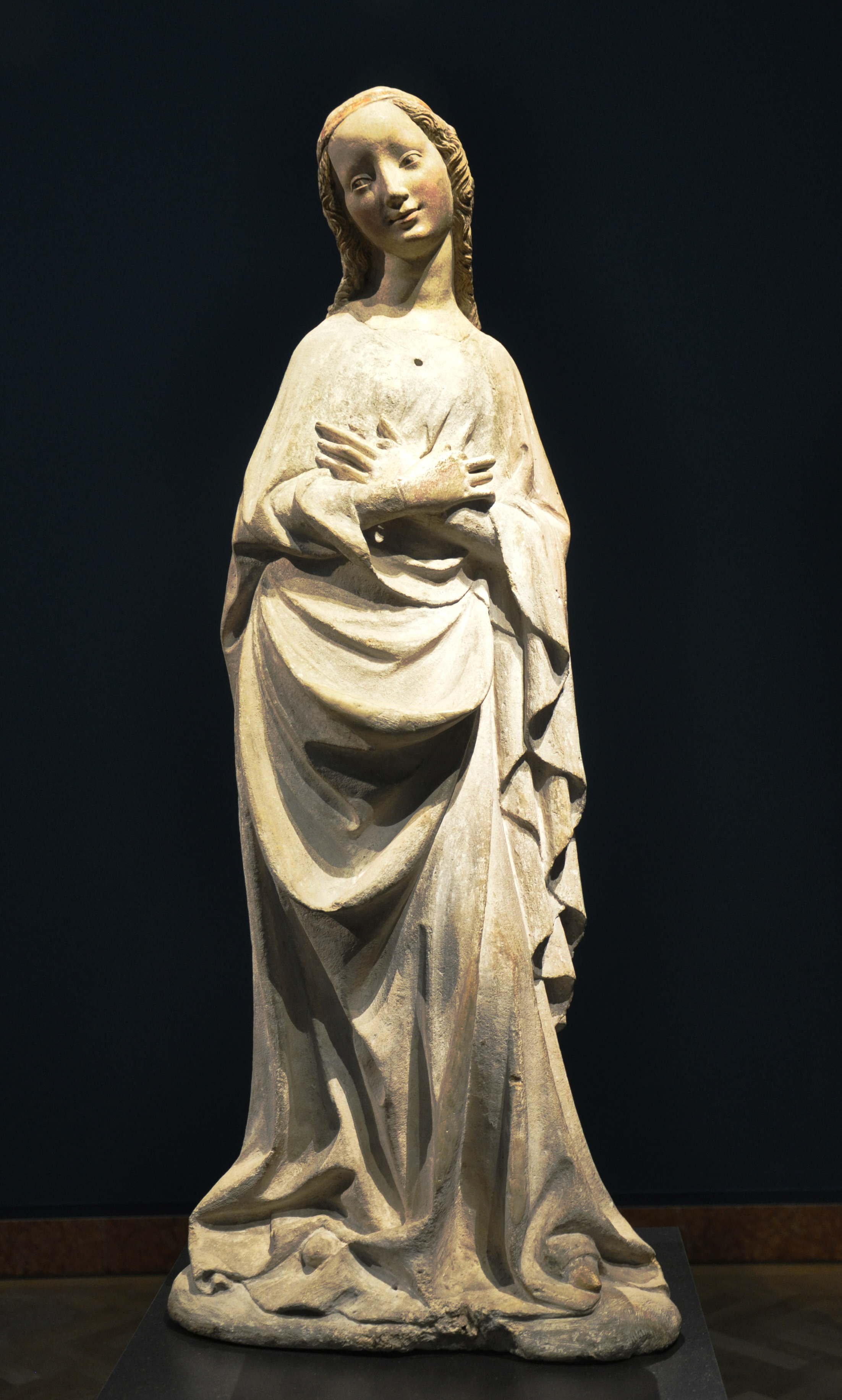
Maria, Liebieghaus Frankfurt, Inv. Nr. St.P. 394

## Werke (Auswahl)
- Verkündigungsgruppe
  - Maria einer Verkündigung, Liebieghaus, Frankfurt Inv. Nr. St.P. 394
  - Engel der Verkündigung, Belvedere, Wien

Weitere zugeschriebene Werke
- Die Heiligen Agnes, Jakobus Major und Dorothea, Stadtpfarrkirche Steyr[1]
- Pfennigberger Schmerzensmann, Privatbesitz[2], ehemals Belvedere, Wien, Inv.-Nr. 6153, Restitution 2007[3]